# Рамлу
Рамлу — гора в Эритрее высотой 2248 м (по другим данным 2131 м). Высшая точка провинции Дэбуб-Кэй-Бахри. Является одним из двух в Эритрее мест обитания голубя Columba albitorques, который, однако, широко распространён в Эфиопии. Регион, в котором расположена эта гора, является одной из самых сухих, жарких и негостеприимных территорий в мире.